# Ešte
Ešte je studiové album Richarda Müllera z roku 2011.

## Seznam skladeb
1. Stoj pri mne
2. Za stále tou istou
3. Noe
4. Oko za oko
5. Pri poslednej večeri
6. Pichľavá
7. Útek
8. Zbabraný život
9. Klid, mír a pokora, host: Tereza Kerndlová
10. Ešte
11. Smutné piesne
12. Adam, Eva a had